# Champ pétrolifère de Prudhoe Bay
Vous lisez un « bon article » labellisé en 2021.
Le champ pétrolifère de Prudhoe Bay est un champ pétrolifère situé dans la région de l'Alaska North Slope en Alaska aux États-Unis. C'est le plus grand gisement de pétrole conventionnel du pays et le deuxième d'Amérique du Nord après Cantarell au Mexique. Il est découvert en 1968, alors que l'Alaska n'est un État américain que depuis neuf ans. Du fait de son extrême isolement géographique dans un climat polaire, sa mise en exploitation a nécessité un gigantesque investissement. La mise en production du gisement, en amont, ne fut que le premier maillon d'une chaîne logistique comprenant un oléoduc de 1 300 km traversant l'Alaska du nord au sud, un port pour charger le pétrole sur la côte sud de l'Alaska, une flotte de pétroliers, une raffinerie, et un autre oléoduc au Panama. À cela s'ajoutent des moyens de soutien : pour pouvoir faire travailler des milliers de personnes sur le site, il fallut construire une piste, un aéroport et des logements. L'isolement social et géographique de ses travailleurs a contribué à forger une légende autour de Prudhoe Bay.
La production du gisement commence en 1977, après le premier choc pétrolier. Au milieu des années 1980, à son apogée, Prudhoe Bay représente 3 % de la production mondiale de pétrole, et 18 % de la production des États-Unis. Étant de loin le plus important de la région, il devient aussi le centre autour duquel s'organise l'exploitation des autres gisements du nord de l'Alaska et transforme profondément l'économie de l'État. La production diminue graduellement à partir de 1989, mais le gisement reste un actif pétrolier capital.
Le gisement appartient conjointement à plusieurs compagnies pétrolières. BP en fut longtemps l'exploitant, sans pour autant en être l'actionnaire principal, avec 26 % des parts. En 2019, le géant britannique cède ses parts à une compagnie américaine indépendante, Hilcorp Energy, qui en est maintenant l'opérateur. ExxonMobil et ConocoPhilips, comme héritiers des investisseurs originaux, détiennent chacun 36 %. 2 % appartiennent à des actionnaires mineurs. Le gisement pourrait connaître une deuxième vie comme producteur de gaz naturel, mais en 2021 ce projet est en suspens depuis de nombreuses années.

## Géologie et géographie

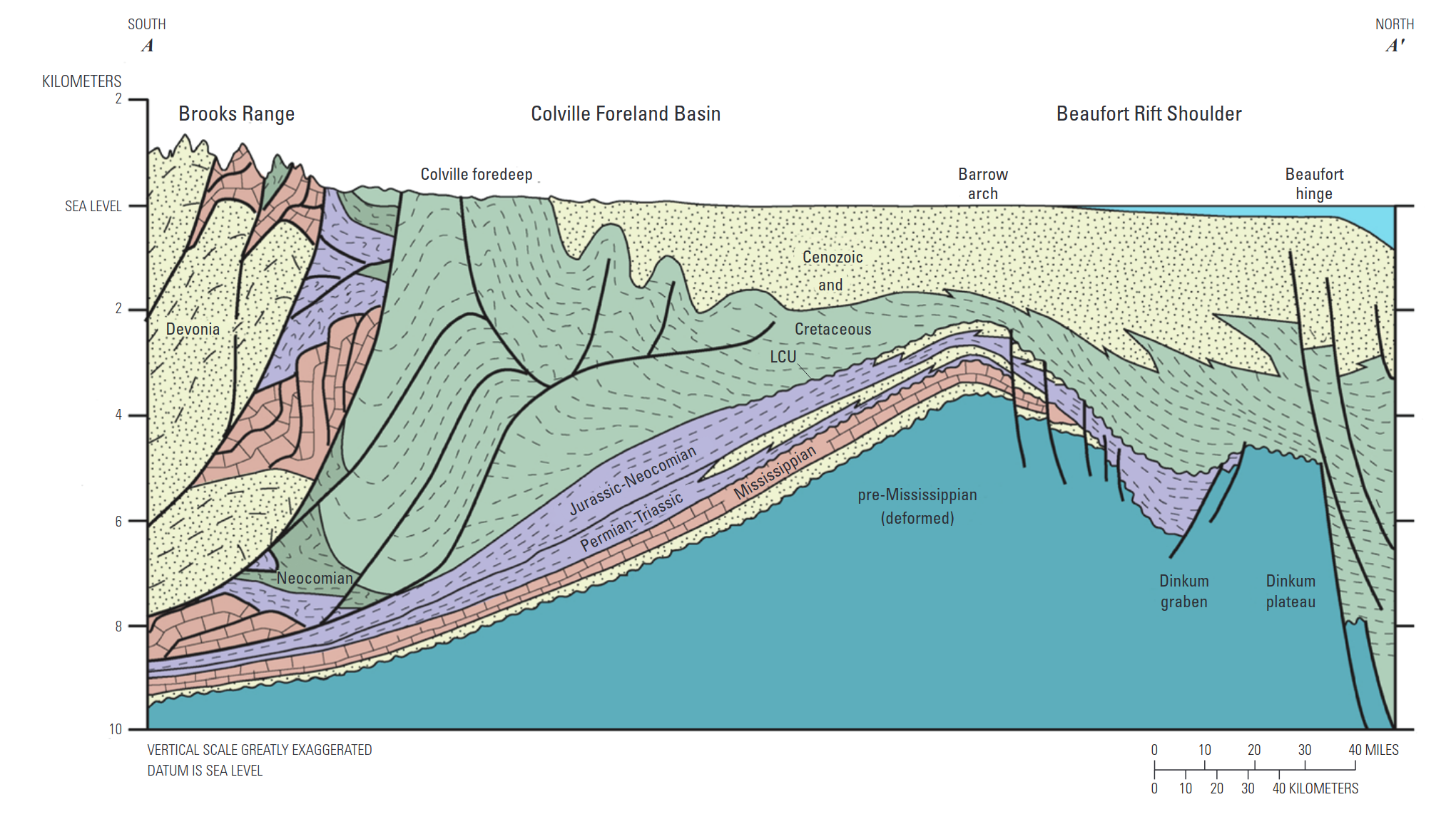
Coupe géologique du versant nord de l’Alaska. Le gisement se trouve dans la Barrow Arch.

Le contexte géologique du versant nord de l'Alaska est une plate forme continentale. Les principales roches-sources sont les formations datant du Trias et du Crétacé.
Station de Deadhorse
Le site se situe sur la côte, à proximité immédiate de l'estuaire d'un petit fleuve, le Sagavanirktok. Le climat est polaire, la végétation est de type toundra : éparse, dominée par les lichens, les mousses, les phorbes.
Le gisement s'étend sur une surface de 864 km2. Avant sa mise en production, la colonne de pétrole avait une hauteur de 180 m au sommet du gisement.  Il est logé au sommet d'un énorme piège anticlinal (désigné sous le nom Barrow Arch) issu de la déformation du bassin lors de la formation de la chaîne Brooks.
La quantité d’hydrocarbures initialement contenue dans le gisement est d'environ 25 milliards de barils de pétrole brut (soit 3,5 milliards de tonnes), auxquels s'ajoutent 700 milliards de mètres cubes de gaz naturel (en partie sous forme d'un dôme de gaz au sommet du gisement, en partie dissous dans le pétrole). Lors de la mise en production, les opérateurs estimaient pouvoir récupérer un peu moins de 40 % du pétrole soit 9,6 milliards de barils. L'amélioration des techniques d'exploitation, notamment avec la réinjection miscible du gaz associé, commencée dès 1982, a permis d'augmenter le taux de récupération. À la fin 2020, 12,4 milliards de barils ont déjà été produits, et la production totale devrait se situer autour de 15 milliards de barils,.
Le brut de Prudhoe bay est de qualité moyenne. Sa densité API, mesure de masse volumique du pétrole, se situe à 27,6, ce qui le place à mi-chemin des bruts légers (plus désirables pour l'industrie pétrolière, car ils produisent plus de carburants à haute valeur ajoutée) et des bruts lourds. De même, la teneur en soufre est moyenne, à presque 1 %.

## Historique jusque 1977

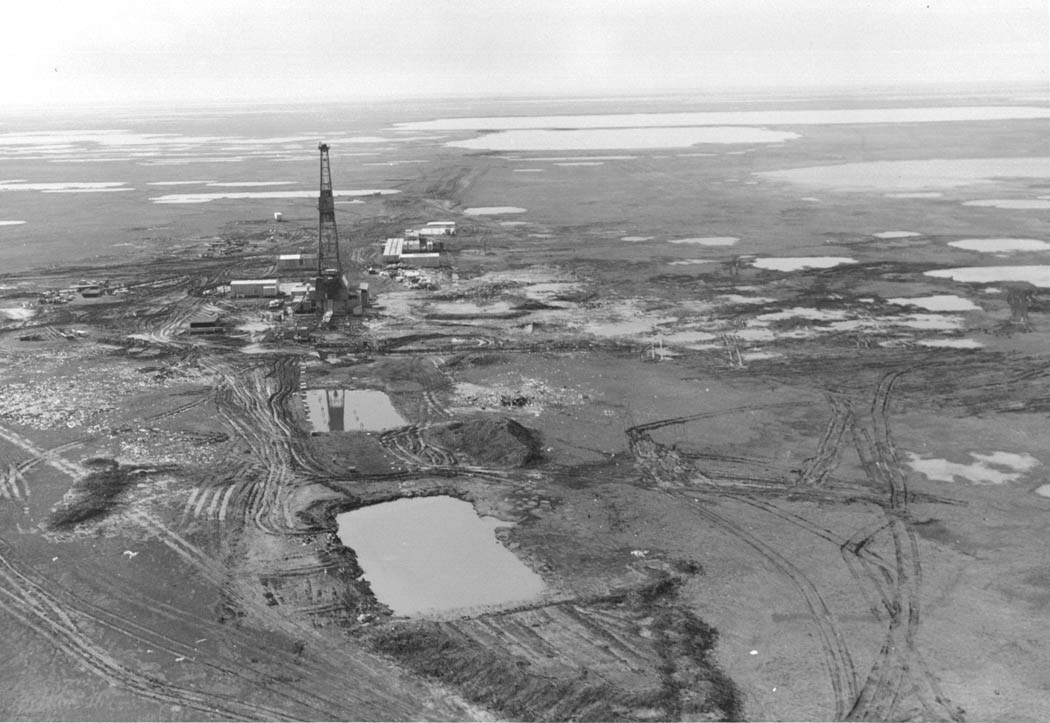
Vue aérienne du site en 1968.

### La Naval Petroleum Reserve-4
En 1910, la loi Picket autorise le président des États-Unis à désigner des zones géographiques contenant des réserves pétrolières avérées ou supposées comme réserves navales de pétrole (NPR) : il s'agissait de garantir à l'United States Navy un approvisionnement pétrolier en cas de guerre. C'est en effet l'époque où les marines de guerre commencent à convertir leurs navires à l'usage du pétrole à la place du charbon, donnant au pétrole une toute nouvelle importance stratégique. Les deux premières NPR sont situées en Californie, la troisième dans le Wyoming, et, en 1923 le président Warren G. Harding crée la NPR-4 qui couvre tout le nord-ouest de l'Alaska.
Les premiers travaux d'exploration pétrolière sont menés dans des conditions extrêmes par les seabees, unités de génie de la Navy, à partir de 1944, dans la région située entre la chaîne Brooks et le littoral. De modestes découvertes de pétrole sont faites à cette occasion.

### La découverte de Prudhoe Bay
L'Alaska accède au statut d'État par une loi passée en 1958 (Alaska Statehood Act). À l'époque, la grande majorité du territoire de l'État appartenait, du point de vue foncier, au gouvernement fédéral (terres fédérales). La loi autorise le nouvel État à choisir 105 millions d'acres (soit 425 000 km2 ou un quart de la surface de l’État) parmi les terres fédérales sur son territoire, dont il deviendra propriétaire. Du fait de son potentiel pétrolier reconnu, la région où se trouve Prudhoe Bay fait partie des premières terres choisies par l'Alaska, et très rapidement des concessions sont proposées aux compagnies pétrolières. Un géologue pétrolier employé par le tout nouvel État, Tom Marshall, est à l'origine de ce choix.
À la suite de son éviction, en 1952, de son berceau historique l'Iran (crise d'Abadan), la British Petroleum (encore appelée à l'époque Anglo-Iranian Oil Company) avait demandé à ses géologues de dresser une liste des régions du monde susceptibles d'offrir d'importantes découvertes pétrolières. La versant nord de l'Alaska était arrivé en tête de la liste, du fait des similitudes géologiques avec le Khouzistan, région où se trouvent les principaux gisements iraniens (la formation de la chaîne Brooks ayant contraint le bassin sédimentaire attenant, de la même façon que les monts Zagros). BP fait donc partie des compagnies qui investissent dans les concessions. À ses côtés, on trouve notamment Phillips petroleum, qui était déjà présent en Alaska (exploitant de petits gisements dans le golfe de Cook), Sohio (Standard Oil of Ohio, une des entreprises issues du démantèlement de la Standard Oil), ARCO, Humble Oil et Sinclair.
Le programme de prospection sismique commence en 1963. Il permet de cartographier les structures souterraines susceptibles de contenir du pétrole (ou du gaz). Les premiers puits forés dans les environs par BP, Sinclair et ARCO sont tous infructueux, et les compagnies envisagent d'abandonner l'exploration.
La découverte de Prudhoe Bay est annoncée en janvier 1968 à la suite d'un forage de Humble Oil, au moment où l'activité d'exploration était en train de s'arrêter. Les puits d'appréciation creusés au cours des deux années suivantes permettent de mesurer l'étendue du gisement, qui se révèle être le plus grand jamais trouvé aux États-Unis.

### Un méga-projet logistique
Décidées à mettre en production l'énorme gisement, les compagnies se heurtent à une question fondamentale : comment acheminer vers les marchés du pétrole produit dans une région aussi isolée géographiquement ? À l'initiative d'Exxon, le pétrolier Manhattan fut modifié avec une étrave brise-glace. Lesté d'eau, accompagné de deux brise-glace, il emprunta le passage du Nord-Ouest en 1969. L'objectif était de prouver la faisabilité d'un trafic de pétroliers ralliant la côte nord de l'Alaska. Même si ce voyage fut un succès, il ne prouvait que la faisabilité de la navigation estivale. Cette solution fut finalement écartée : risques environnementaux, impossibilité d'évacuer la production l'hiver, et contentieux possible avec le Canada (qui considère le passage du Nord-Ouest comme relevant de ses eaux intérieures, tandis que les États-Unis le considèrent comme un détroit international), rendaient cette solution peu crédible. Il y eut d'autres propositions : prolonger le réseau de l'Alaska Railroad jusqu'au North Slope pour transporter le pétrole par wagon-citerne, mettre au point des tankers sous-marins à propulsion nucléaire capables de se déplacer sous la banquise (proposition de General Dynamics), ou même utiliser des avions-citernes géants (Boeing RC-1).
Il apparut cependant rapidement que la proposition la plus crédible était la construction d'un oléoduc traversant l'Alaska du nord au sud, et d'un port pétrolier sur la côte sud, libre de glace. Il fut décidé de placer ce port à Valdez, site présentant une bonne accessibilité aux navires, et suffisamment profond pour accueillir les plus grands tankers. Les compagnies pétrolières échafaudent alors un gigantesque projet, qui est à l'époque le plus coûteux projet de construction jamais financé par le secteur privé. La production de pétrole des États-Unis culmine en 1970. L'embargo arabe de 1973 provoque une nette augmentation des prix. Ces éléments extérieurs renforcent la crédibilité du projet. Le développement du gisement lui-même et de l'oléoduc représentent des investissements de 6 et 9 milliards de dollars de l'époque respectivement, somme qui s'actualisent à 29 et 44 milliards de dollars approximativement (2021).

## Infrastructures sur le site

### La concession
La concession est appelée Prudhoe Bay unit (PBU) : ce terme désigne la zone géographique, plus grande que le gisement lui-même, que le consortium a le droit d'exploiter. Outre le gisement géant, Prudhoe Bay Unit comprend de nombreux gisements de petite taille.
Parmi eux, huit sont désignés comme les satellites de Prudhoe Bay, ils sont nommés Aurora, Borealis, Midnight sun, Orion, Polaris, Sag River, Schrader Bluff, Ugnu. Ces satellites sont situés au-dessus de Prudhoe Bay, dans des strates plus récentes. Ils sont exploités depuis les mêmes installations de forage que le gisement principal. Ces gisements sont d'importance modeste : leur production collective a culminé à 103 000 barils par jour en 2004, et était retombée à 39 000 barils par jour en 2017,.
Dans la partie nord de la concession, se trouve le gisement Point McIntyre, découvert en 1988 et presque entièrement offshore. Une digue a été construite pour placer un îlot de forages qui permet de l'exploiter. Sa production a culminé à 170 000 barils par jour en 1996, elle est tombée à un niveau très faible, de l'ordre de 13 000 barils par jour, en 2020,.

### Forages
La technique du forage directionnel a été appliquée dès le début à Prudhoe Bay. Elle permet de forer des puits qui ne sont pas strictement verticaux, mais obliques ou même courbes. Cela a permis de réunir les têtes de puits en îlots, ce qui diminue énormément la surface au sol affectée par les forages et par l'infrastructure les desservant. Dans la partie ouest du gisement, où Sohio était responsable des forages, le plan de forage initial comprenait 255 puits, qui ont été forés de 15 îlots.
Les nouveaux forages dans la région, qu'ils soient d'exploration ou de production, sont uniquement effectués en hiver : le pergélisol n'est pas assez stable l'été. Au total, environ 1 400 puits ont été forés du début de l'exploitation du gisement à la fin des années 2010, et les forages continuent. Cependant, nombre de puits sont abandonnés. Le nombre de puits actifs a culminé à près d'un millier à la fin des années 1990, il est tombé à environ 800 en 2020, en comptant les puits de production, les puits d'injection d'eau et les puits d'injection de gaz,,.

### Traitement du pétrole, du gaz associé et de l'eau d'injection

L'une des unités de séparation.

Le gisement est doté de six installations chargées de séparer le pétrole, le gaz et l'eau, chacun centralise le fluide venant de plusieurs îlots de forages. Les trois situées dans la partie ouest du gisement sont appelées GC-1, GC-2, GC-3 ((en) gathering center), celles de la partie est sont désignées Flow-1, Flow-2, Flow-3. Cette différence de terminologie est un héritage du partage initial de l'exploitation du gisement entre compagnies. Le gaz associé se dissocie du pétrole avec la baisse de pression, l'eau et le pétrole sont séparés par simple gravité. Le pétrole est expédié vers la station de pompage qui l'injecte dans l'oléoduc. L'eau est redistribuée vers les îlots de têtes de puits, pour être réinjectée.
Quant au gaz, il est déshydraté, comprimé, puis est procédé à la séparation des liquides de gaz naturel (hydrocarbures très légers qui se condensent lorsque le gaz est refroidi), qui sont ajoutés au pétrole brut. Le gaz traité est réinjecté dans le gisement, dans le but d'améliorer la récupération du pétrole et d'éviter sa destruction en torchère. Une partie de l'injection est soluble, dans la colonne de pétrole, une partie se fait dans le dôme de gaz au sommet du gisement. Une toute petite fraction du gaz est utilisée pour les besoins du site, notamment la production électrique, les compresseurs de gaz et le chauffage des bâtiments. Des torchères sont présentes sur le site, mais ne servent qu'en cas d'urgence.
Comme dans presque tous les gisements de pétrole, de l'eau est injectée par les puits à la périphérie du gisement, afin de chasser le pétrole vers les puits de production. L'eau provient de deux sources : le recyclage de l'eau séparée du pétrole extrait puis décantée, et un complément d'eau de mer sujette à une filtration rigoureuse pour éviter l'injection de particules solides. Au fil de l'épuisement d'un gisement, la teneur en pétrole du liquide extrait diminue au profit de l'eau. En 2019 Prudhoe Bay produit 85 % d'eau pour 15 % de pétrole.

### Logements et structures pour le personnel

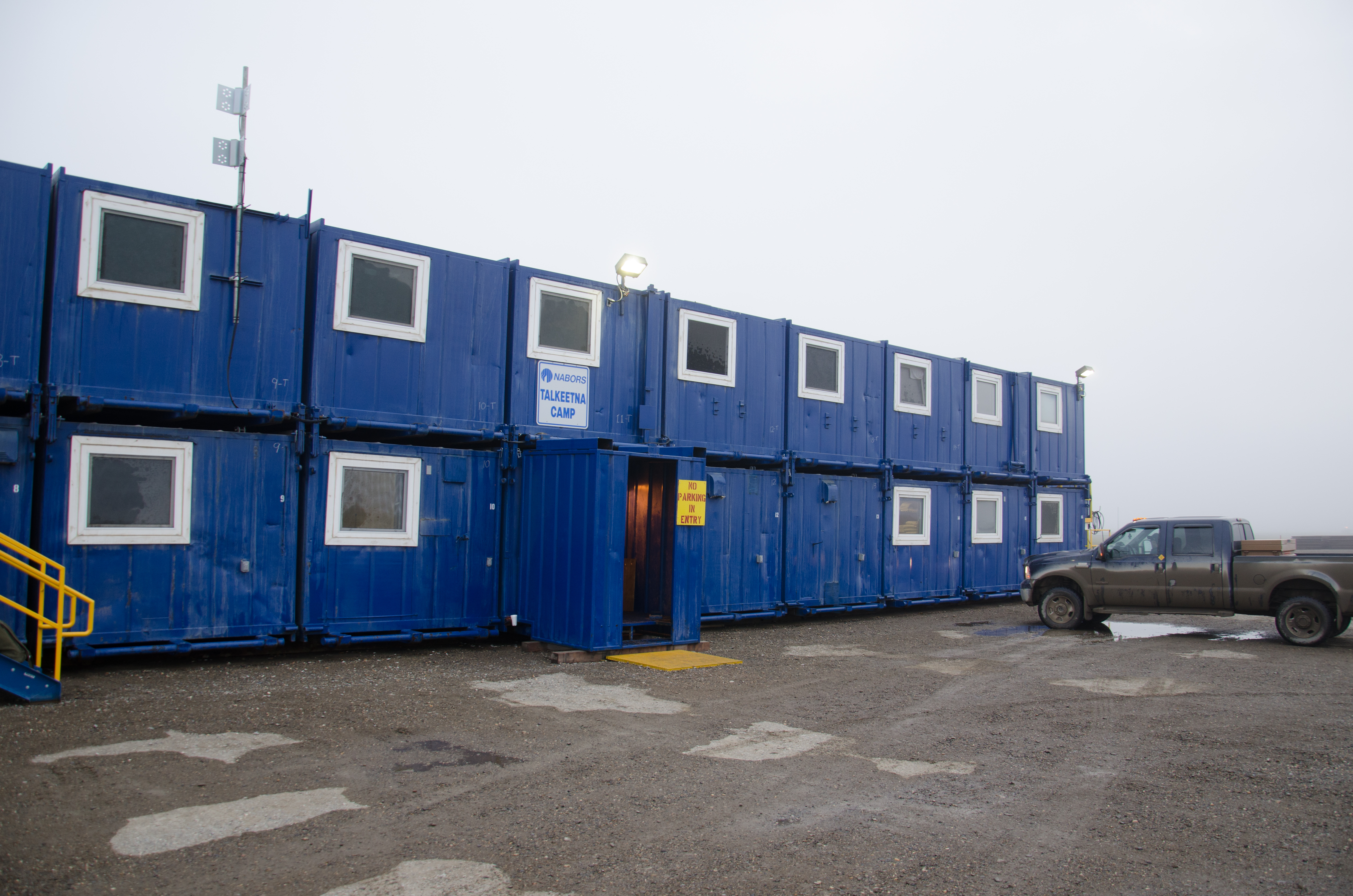
Logements mobiles en conteneurs.

Le site compte environ 3 000 employés à tout moment. Pratiquement aucun n'est réellement domicilié dans la région : pour l'essentiel les salariés effectuent des rotations de quelques semaines. Hilcorp (anciennement, BP) a environ 1 000 personnes sur le site, Schlumberger 400,.
Les conditions de vie sont rigoureuses, du fait du climat et de l'isolement. Typiquement, les salariés sont présents sur le site pendant deux semaines, pendant lesquelles ils travaillent environ 12 heures par jour, puis ont deux semaines de repos, les rotations se faisant par avion. Sur place, ils sont logés dans les « camps » installés dans les localités de Deadhorse et Prudhoe Bay. Ils disposent de quelques infrastructure de loisir et de santé : une piscine, un cinéma, une clinique,.
Le milieu social très particulier que forment les travailleurs de Prudhoe Bay, géographiquement isolés dans un climat extrême, a inspiré des auteurs de fictions. Ainsi, des romans, notamment policiers, sont situés dans ce contexte, comme , : 
- Richard Anderson, Death below zero, BearCat Press, 2013, 323 p. (ISBN 978-1-937356-34-7, 1-937356-34-5 et 978-1-937356-35-4, OCLC 870273354, lire en ligne)
- Dana Stabenow, A cold-blooded business : a Kate Shugak mystery, Berkley Prime Crime, 1994, 231 p. (ISBN 0-425-14173-X, 978-0-425-14173-1 et 0-425-15849-7, OCLC 28800819, lire en ligne)
- Julie Garwood, Fire and ice, 2008, 320 p. (ISBN 978-0-345-50075-5, 0-345-50075-X et 978-0-345-50076-2, OCLC 233642323, lire en ligne)

### Production d'électricité, de chaleur, et d'énergie mécanique
Le site possède également sa propre centrale électrique, à la tête d'un petit réseau qui alimente toutes les infrastructures. Cette centrale est désignée sous l'acronyme CPS : Central Power Station. Elle possède sept turbines à gaz, et est alimenté en gaz associé provenant du gisement. Les turbines sont des General Electric de la famille Frame 5 : cinq ont une puissance de 25 MW et deux développent 18,5 MW, soit un total de 162 MW. Le site possède aussi des groupes diesel d'urgence, principalement pour pouvoir remettre en route les turbines après un arrêt, ils sont très rarement utilisés.
Par ailleurs, la première station de pompage de l’oléoduc trans-Alaska, qui se situe sur le site de Prudhoe bay même, possède deux autres turbines à gaz.

### Production de carburants
Le site de Prudhoe Bay est doté de deux micro-raffineries. Il s'agit de raffineries de pétrole extrêmement rudimentaires, limitées à une colonne de distillation atmosphérique pour la production de gazole. À partir de 1977, ces installations ont produit le carburant nécessaire aux véhicules opérant sur le site et aux groupes électrogènes. Ces installations produisaient cependant un carburant à forte teneur en soufre, carburant devenu hors-la-loi avec les normes entrées en vigueur en 2001. Les compagnies pétrolières ont renoncé à équiper les micro-raffineries de technologies de désulfuration, le site est donc désormais alimenté en carburant depuis Fairbanks, par des camions-citernes.

### Aérodrome

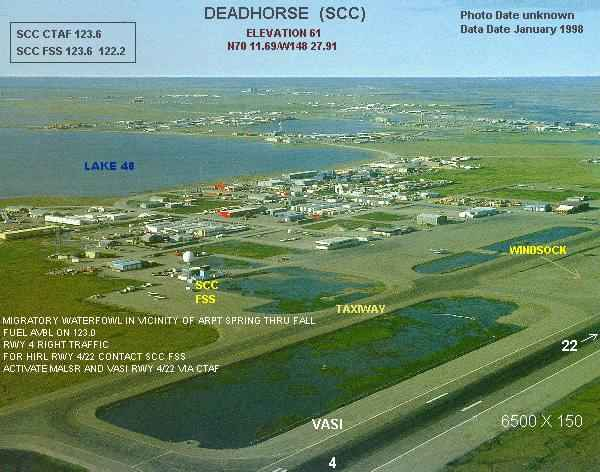
Vue aérienne de l'aéroport.

Pour permettre les rotations de personnel, un petit aéroport a été construit à proximité immédiate du gisement : l'aérodrome de Deadhorse/Prudhoe Bay. Il est doté d'une piste bitumée de près de 2 km de long. Il a été mis en service en 1970. Il est principalement relié à l'aéroport d'Anchorage, cinq rotations par semaine étant assurées par les Boeing 737 de la compagnie Alaska Airlines. Un autre aéroport, privé (appartenant à CoconoPhilips), se trouve 60 km plus à l'ouest sur le site du gisement de Kuparuk River. Il existe aussi des pistes rudimentaires aménagées à plusieurs endroits dans les environs, et qui sont reliées aux deux aéroports par des avions adaptés à ces terrains rustiques : DHC-6 Twin Otter et CASA C-212. À côté de son utilisation pour l'industrie pétrolière, l'aéroport est périodiquement utilisé par l'United States Air Force dans des exercices de déploiement en milieu arctique.

### Site exposé au réchauffement climatique
Le nord de l'Alaska fait partie des régions dont le climat se réchauffe nettement plus vite que la moyenne mondiale du fait du réchauffement climatique. Tout le site de Prudhoe Bay repose sur le pergélisol, c'est aussi le cas d'un bon tiers de l'oléoduc trans-Alaska (Trans Alaska Pipeline System, ou TAPS). À terme, la perte de stabilité du pergélisol met en danger les installations. L'université de l'Alaska à Fairbanks procède à des mesures régulières à Deadhorse (à la limite sud du gisement) qui montrent qu'en l'espace de seulement 13 ans, la couche superficielle du pergélisol s'est sensiblement réchauffée :
Pour des raisons techniques, il est temporairement impossible d'afficher le graphique qui aurait dû être présenté ici.

Les opérateurs pétroliers craignent maintenant que les infrastructures du versant nord — qu'il s'agisse des forages pétroliers stricto sensu, des oléoducs, des aérodromes, ou d'autres installations ne soient mises en danger par la fonte du pergélisol, sur lequel elles sont construites, bien avant l'épuisement des réserves. En 2017, un puits a connu un accident dû à la déstabilisation du pergélisol l'entourant. Un deuxième puits a suivi fin 2018. Cependant, selon BP, il s'agit d'un problème lié à la conception de ces puits : c'est le flux de pétrole (qui sort de terre à haute température) qui réchauffe le pergélisol alentour. La compagnie explique qu'il s'agit d'un type de puits particulier, et que le défaut de conception ne concerne que 14 puits du site.

## Infrastructures hors du site
Du fait de l'importance du gisement et de son isolement géographique, sa mise en service nécessita un investissement colossal en matière d'infrastructures. La côte nord de l'Alaska étant bloquée par les glaces une partie de l'année, il était impossible d'y construire un port pétrolier. La solution adoptée fut de construire un oléoduc traversant l'Alaska du nord au sud et un port à Valdez.

### Oléoduc trans-Alaska

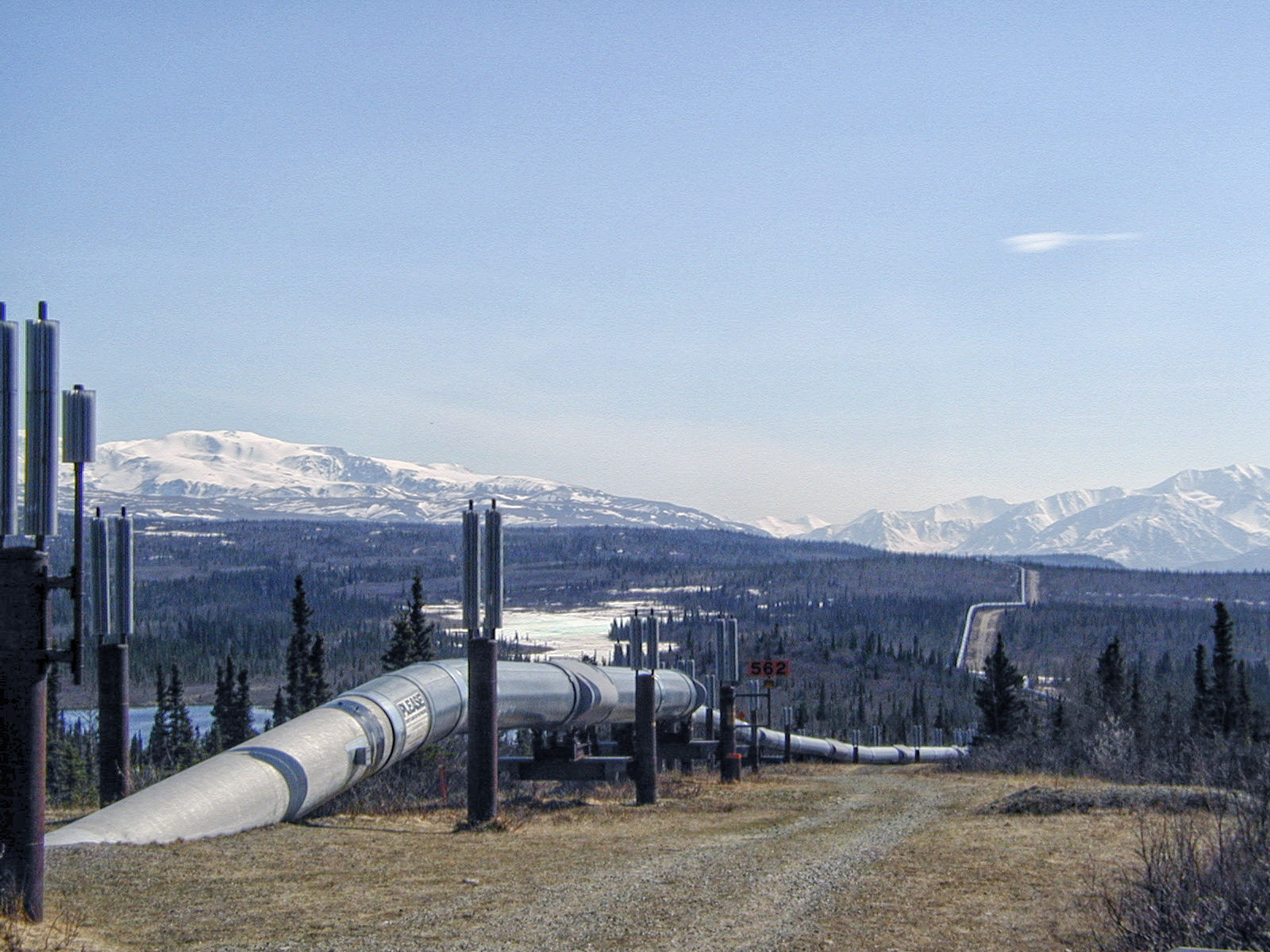
L'oléoduc trans-Alaska.

La coentreprise Alyeska fut constituée en octobre 1968 dans le but de mettre en œuvre la construction du Trans Alaska Pipeline System (TAPS), un oléoduc traversant l’État. Après des déboires judiciaires, la construction a commencé en mars 1974. Environ 70 000 personnes ont été impliquées dans sa construction. L'oléoduc a une longueur de presque 1 300 km, un diamètre de 122 cm, et une capacité nominale de 2,14 millions de barils/jours, qui n'a jamais été pleinement utilisée. Il comportait onze stations de pompage, mais plusieurs ont été fermées au fil de la baisse de la production, seules 4 fonctionnent encore en 2021.
Une caractéristique de cet oléoduc est qu'il possède un débit minimum, dont l'estimation précise est délicate (environ 300 000 barils par jour l'hiver). Cette particularité est due au climat froid dans lequel il se trouve. En effet, le pétrole est échauffé par les effets de viscosité, et c'est ce qui évite qu'il fige dans la conduite. Avec un débit trop faible, l'échauffement deviendrait insuffisant et l'oléduc se bloquerait. Cela pose une contrainte importante pour les exploitants des gisements en vue de l'avenir des gisements de la région. Des solutions comme préchauffer le pétrole avant injection dans l'oléoduc, ou placer une isolation thermique autour du tube permettraient d'abaisser ce seuil.

### Piste

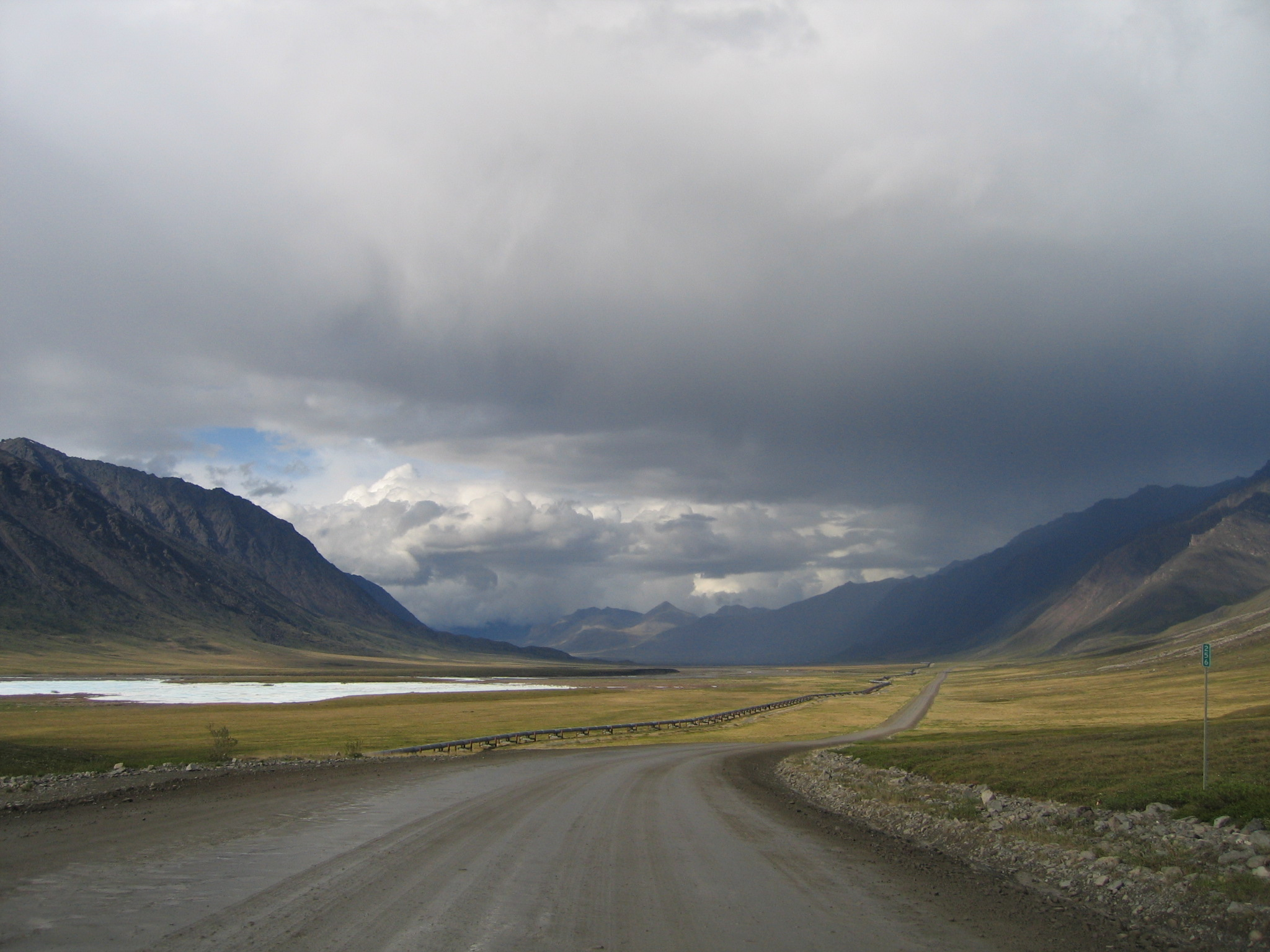
La piste dans la chaîne Brooks, l'oléoduc est visible à gauche.

La Dalton Highway est une piste d'une longueur de 666 km, de Fairbanks à Deadhorse. Elle suit le trajet de la moitié nord du TAPS, et a été construite en même temps que lui, pour permettre le transport du matériel. C'est une route dangereuse, bitumée seulement par endroits, peu praticable l'hiver. La BBC y a consacré un épisode de sa série documentaire Les routes les plus dangereuses du monde. La route est célèbre pour ses paysages de toundra et l'isolement extrême qui la rend dangereuse : il n'y a aucun service disponible entre Coldfoot et Deadhorse, soit un tronçon de 384 km. L'hiver, 250 camions l'empruntent chaque jour, principalement pour acheminer le matériel nécessaire aux exploitations pétrolières. L'été, le trafic de camions est moindre, mais la route attire des amateurs de Road trip.
Le principal ouvrage d'art sur la Dalton Highway est le pont qui traverse le Yukon, appelé E. L. Patton Bridge. Il est utilisé également par l'oléoduc. C'est le seul pont sur le Yukon en Alaska,.

### À Valdez

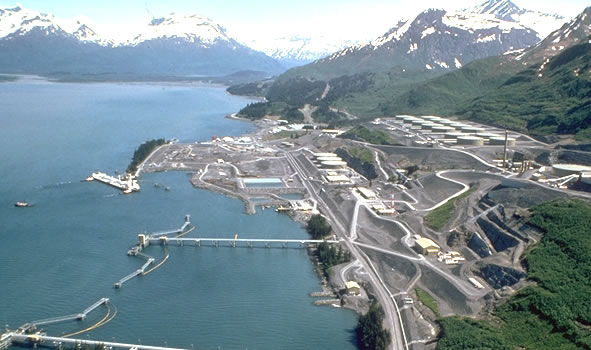
Le terminal de chargement de Valdez.

Le terminal de chargement de pétrole a été construit à Valdez, port situé au sud-est de l’Alaska. Le site possédait initialement quatre postes de chargement de pétroliers, mais deux ont été fermés à la suite de la baisse de la production. Quatorze réservoirs (initialement 18) permettent de stocker un peu plus de sept millions de barils en attente d'être chargés dans les pétroliers. Le Arco Juneau fut le premier pétrolier chargé à Valdez, il quitta le port avec sa cargaison le premier août 1977.
Alyeska, gestionnaire de l'oléoduc TAPS, est aussi propriétaire et gestionnaire du port pétrolier. Le port fut longtemps une source significative de pollution par composés organiques volatiles, à cause des vapeurs s'échappant des réservoirs, des pétroliers en cours de chargement, et du traitement des eaux de lestage (les pétroliers ne peuvent naviguer complètement à vide, ils remplissent donc une partie de leurs soutes avec de l'eau quand ils ne transportent pas de pétrole). À partir de 1998, un système de capture des vapeurs a été déployé, éliminant quasiment cette pollution atmosphérique. Les vapeurs sont brûlées dans une petite centrale électrique, rendant le terminal autonome en électricité,.  Le pétrole exporté de Valdez est un mélange, ajoutant à la production de Prudhoe Bay celle des gisements alentour (tout transitant par le même oléoduc). Il est un peu plus léger, avec une densité API à 32, que le pétrole de Prudhoe Bay seul.

### Flotte de pétroliers

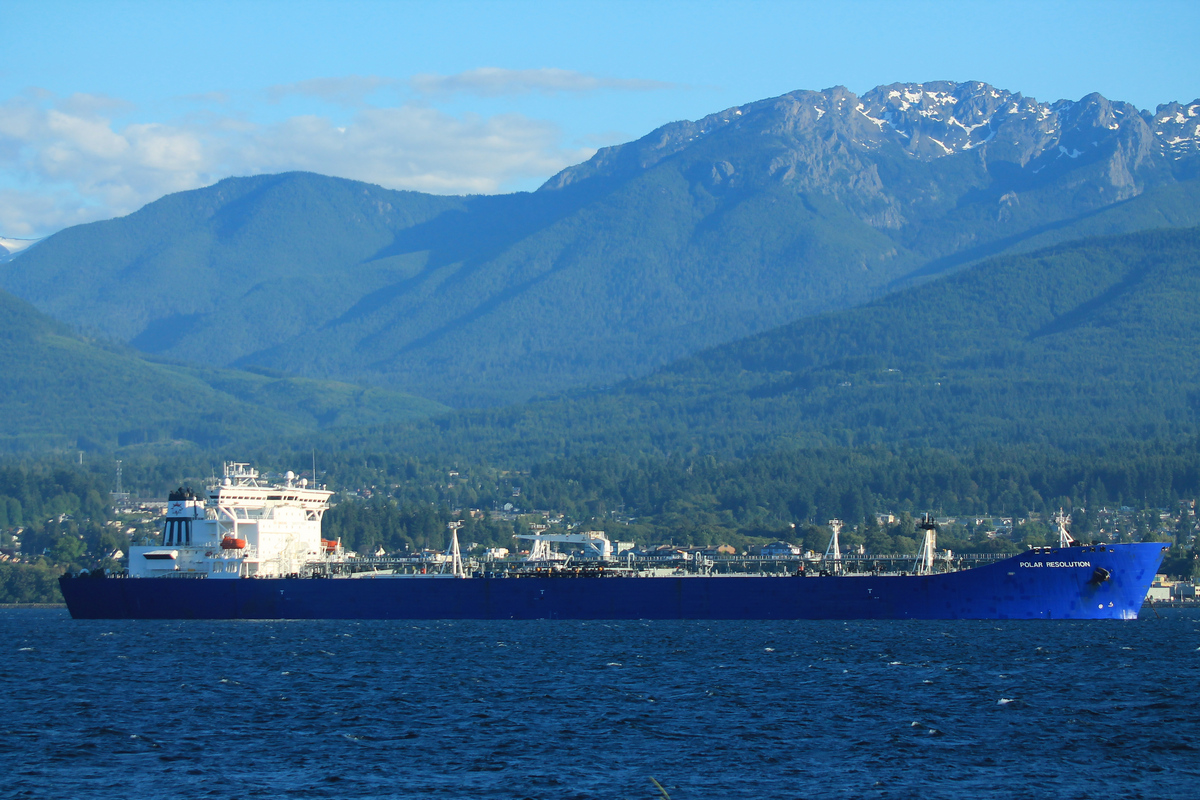
Le pétrolier Polar Resolution.

La branche navale de la compagnie pétrolière ARCO se dota d'une flotte de pétroliers pour exporter le pétrole du North Slope de Valdez vers les marchés (principalement sur la côte ouest). Entre 1971 et 1975, ARCO Marine prit livraison de quatre pétroliers (deux de 70 000 t et deux de 188 000 t) construits par National Steel and Shipbuilding Company, chantier naval californien, et filiale du groupe General Dynamics.
Cette flotte fut rachetée par Phillips Petroleum Company en 2000, avec le reste des activités d'ARCO en Alaska. Phillips a depuis fusionné avec Conoco, donnant naissance à ConocoPhillips. Cette flotte de pétroliers dépend donc maintenant de ConocoPhilips, sous le nom Polar Tankers. En 2020, elle comprend cinq pétroliers à double coque de classe Endeavour, d'un tonnage unitaire de 140 000 t.

### Raffinage
ARCO a construit une raffinerie (Cherry Point) destinée à transformer le pétrole de Prudhoe Bay, ainsi qu'un terminal de déchargement de pétroliers, à Blaine, ville proche de Seattle, à la frontière canadienne. C'est d'ailleurs en 2021 la dernière grande raffinerie entièrement nouvelle construite aux États-Unis. Passée sous la houlette de BP comme la plupart des actifs d'ARCO, la raffinerie est la plus grande de l'État de Washington. Sa capacité est de l'ordre de 225 000 barils par jour et elle emploie environ 800 personnes. Le déclin de la production de Prudhoe Bay a amené la raffinerie de Cherry Point à diversifier son approvisionnement, en achetant aussi du brut d'Alberta via un petit oléoduc, et du pétrole de schiste du Dakota du Nord par voie ferrée,.
À une échelle bien plus modeste, une petite raffinerie (d'une capacité de 22 000 barils par jour) a été inaugurée en 1985 à North Pole, une localité proche de Fairbanks. Alimentée directement par le TAPS, elle produit des carburants vendus dans l'intérieur de l'État de l'Alaska.

### Au Panama
Un dernier volet des aménagements liés au développement de Prudhoe Bay se situe au Panama, à plus de 8 000 km du gisement. BP voulait pouvoir vendre une partie du pétrole d'Alaska sur les marchés Atlantique, notamment aux nombreuses raffineries situées sur la côte du Golfe. Les grands pétroliers ne pouvant pas traverser le Canal de Panama, en raison de la limite de gabarit, la solution fut de construire deux terminaux pétroliers capables d'accueillir de grands pétroliers, situés à Puerto Armuelles (littoral pacifique) et Chiriquí Grande (littoral caribéen), et un oléoduc de 130 km qui les relie en traversant l'isthme. Du pétrole venant d'Alaska été transporté par cette voie de 1979 à 1996. Une entité de droit panaméen, Petroterminal of Panama, a été constituée pour gérer l'ensemble. Après une période d'inactivité, l'oléoduc a repris du service en 2008, mais dans l'autre sens, pour le transport de pétrole venant notamment d'Angola vers la côte Pacifique.

## Le gisement en production

### Évolution des opérateurs
La composition du consortium exploitant Prudhoe Bay a beaucoup changé au cours des années. Humble Oil, qui avait découvert le gisement, appartenait pour moitié (depuis 1959) à la Standard Oil of New Jersey, qui l'absorbe totalement en 1972. L’ensemble prend le nom Exxon en 1973. Exxon fusionne à son tour avec Mobil en 1999. La nouvelle entité, ExxonMobil, est toujours en 2021 partenaire de l'exploitation de Prudhoe Bay, avec une part de 36 %. Parallèlement, Sohio a connu une histoire mouvementée. En 1970, Sohio reprend une partie des actifs de BP dans Prudhoe Bay en échange de 25 % de l'entreprise. Sohio connait une brève période faste autour de 1980, quand la production de Prudhoe Bay est au maximum, et les prix très haut. Néanmoins, la compagnie est très affectée par le contre-choc pétrolier et finalement absorbée totalement par BP en 1987.
Plus récemment, en l'an 2000, Philips Petroleum a racheté l'ensemble des activités d'ARCO en Alaska, dont la part détenue dans Prudhoe Bay. Deux ans plus tard, l'entreprise fusionne avec Conoco, pour former ConocoPhilips, qui depuis détient elle aussi 36 % du gisement.
À l'été 2019, BP annonce son retrait de l'ensemble de ses activités en Alaska, dont sa part de 26 % dans Prudhoe Bay. Cet épisode fait partie d'une grande vague de cession d'actifs par le géant britannique, financièrement pénalisé par le coût de la catastrophe de Deepwater Horizon. C'est la compagnie texane Hilcorp Energy, une société relativement jeune (fondée en 1989) et non cotée en bourse, qui débourse 5,6 milliards de dollars pour racheter l'activité de BP à Prudhoe Bay et d'autres actifs de BP dans cet État. Des centaines de salariés changent alors d'employeur. En juin 2020, Hilcorp devient effectivement l'opérateur du gisement.

### Destination du pétrole
En aval, le pétrole de Prudhoe Bay est indiscernable de celui de tous les autres gisements du versant nord, puisque tous font usage du même oléoduc et sont mélangés. Environ 80 % de la production, vers 2020, est expédiée vers la côte ouest des États-Unis.
La Californie a toujours été la première destination du pétrole expédié depuis Valdez : ainsi, en 1990, l'Alaska fournissait 880 000 barils par jour au Golden State, soit 46 % de sa consommation. La quantité a chuté avec le déclin de la production. En 2019, le chiffre n'était plus que de 200 000 barils par jour, soit 12 % de la consommation de l’État.
Les cinq raffineries de l’État de Washington, qui sont situées autour de Puget Sound, sont aussi un client majeur du pétrole alaskain (l'une d'elles, Cherry point, a été construite spécifiquement). Par ailleurs, elles alimentent en carburant l'Oregon, qui n'a pas de raffinerie sur son territoire. Hawaï est aussi approvisionné en pétrole d'Alaska. Une partie importante de la production, 2,7 milliards de barils au total, fut expédiée vers le sud des États-Unis par le biais de l'oléoduc construit au Panama, mais ce flux s'arrêta en 1996.
Les États-Unis ont, en 1975, interdit les exportations de pétrole brut afin de favoriser leur industrie de raffinage et ralentir l'épuisement des réserves. Cette interdiction a été supprimée en 2015 en conséquence du développement de la production de pétrole de schiste. Cependant, après la création de l'Accord de libre-échange nord-américain en 1988, le Canada n'était plus concerné par cette interdiction, ainsi du pétrole a pu être exporté de Valdez vers des raffineries de Colombie-Britannique. D'autre part, l'administration Clinton a par la suite accordé au pétrole partant de Valdez une exemption à l’interdiction, ce qui a permis des exportations vers l'Extrême-Orient, notamment le Japon et la Corée du sud. Ces exportations sont tombées à un niveau anecdotique au début des années 2000.

### Incidents
Le 16 aout 2002, un salarié est très grièvement blessé dans l'explosion d'un puits. À la suite de l'accident, 150 puits sont fermés temporairement pour des contrôles.
En mars 2006, une importante fuite de pétrole d'environ 750 m3, a lieu sur un oléoduc interne au gisement. La production du gisement est ralentie pendant plusieurs semaines pour les réparations. L'enquête montre que BP s'est rendue responsable de négligence par un entretien insuffisant de ses canalisations.

### Courbe de production
Voici la courbe historique (et prévisions jusqu'en 2027) de la production de pétrole de l'Alaska North Slope en milliers de barils/jours selon les données des services fiscaux de l’État d'Alaska. La production est séparée en deux : Prudhoe Bay d'un côté, tous les autres gisements de l'autre.
Pour des raisons techniques, il est temporairement impossible d'afficher le graphique qui aurait dû être présenté ici.

### Rôle de hub régional
Après la découverte de Prudhoe Bay, l'exploration continue dans la région. Les nouveaux gisements mis en production furent rattachés à l'infrastructure centrée sur Prudhoe Bay. Kuparuk River, découvert en 1969 à l'ouest de Prudhoe Bay, est le deuxième gisement de la région de par ses réserves en pétrole. Sa production culminera, en 1992, à 322 000 barils par jour.
L'exploration dans la région connut aussi des échecs, notamment celui de Mukluk. Ce prospect offshore était envisagé comme un deuxième Prudhoe Bay. Une île artificielle fut construite afin de pouvoir le forer en 1982, mais aucun gisement de pétrole ne fut découvert. Ce puits est considéré comme le forage infructueux le plus coûteux de l'industrie pétrolière. L'étude des prélèvements a montré que Mukluk avait bien contenu du pétrole, mais que celui-ci avait migré, peut être vers Kuparuk River.
L'ouverture à l'exploration de pétrole d'une partie du refuge faunique national Arctic, à l'est de Prudhoe a été un sujet politique épineux pendant plusieurs décennies. Elle est finalement actée par l'administration Trump en 2017. Douze concessions sont mises aux enchères en 2021, mais la vente est un échec total, n'attirant aucun acteur pétrolier d'envergure.

### Impact sur l'économie de l'Alaska
En 1959, l'économie de l'Alaska était faible, basée sur la pêche au saumon entre autres, et la capacité du nouvel État à boucler son budget était mise en doute. La découverte de Prudhoe Bay l'a totalement transformée. Le secteur pétrolier représente un quart des emplois de l’État, et surtout il en assure près de 90 % des recettes fiscales. L'Alaska est ainsi l’État américain où la pression fiscale est la plus faible, les revenus liés au pétrole suffisant à assurer le fonctionnement de ses institutions. L'excédent alimente un fonds d'épargne publique, l'Alaska Permanent Fund.
L'Alaska possédait déjà une production de pétrole avant la découverte de Prudhoe Bay, mais à une échelle bien plus modeste. Le golfe de Cook sur le littoral sud est le centre d'un petit bassin sédimentaire, où des gisements de pétrole et de gaz ont été exploités à partir de 1959. La production a culminé aux environs de 220 000 barils par jour en 1971, et était déjà en déclin quand Prudhoe Bay a commencé à produire. Vers 2020, elle était tombée à moins d'un dixième de cette valeur,.

## Impact sur l'environnement

### Sur l'écosystème local
La plupart des bâtiments et routes nécessaires au développement des réserves de pétrole ont été construits sur d'importants socles de graviers qui les surélèvent. Cette méthode de construction vise à éviter la fonte du pergélisol sous les constructions. Elle a cependant pour conséquence d'empêcher la circulation de l'eau. Cet effet, ainsi que le poids des constructions et la chaleur dégagée (turbines, torchères, etc), a conduit à une dégradation du pergélisol autour des constructions. Le processus de thermokarst qui en a résulté a affecté une surface qui est plus de deux fois plus grande que celle directement couverte par les constructions.
Les exploitations pétrolières ont eu des impacts sur la toundra par plusieurs biais : les boues de forages stockées dans des piscines peu étanches (parfois simplement déversées aux alentours lors des premiers forages), dommages à la végétation causés par le passage de véhicules lourds, pollution de l'air et déchets abandonnés sur place en sont quelques aspects. Les torchères, bien que leur usage sur le North Slope soit ponctuel (elles sont utilisées en urgence, et non en routine), représentent un danger démontré pour les oiseaux migrateurs.

### Avenir du site
Les compagnies exploitantes ont l'obligation légale de restaurer le site à la fin de l'exploitation pétrolière. Cela signifie, principalement, le cimentage des puits de pétrole abandonnés et le démontage des infrastructures en surface. Dans d'autres régions pétrolières américaines, de nombreux puits ont été laissés à l'abandon malgré cette obligation légale. Les puits forés par les seabees dans la NPRA n'ont jamais été comblés, à l'exception de quelques-uns cimentés à grands frais dans les années 2010. Un risque réel est la revente du gisement, en fin de vie, à une petite compagnie qui ferait ensuite banqueroute : c'est un moyen pour les pétroliers d'échapper aux coûts liés à la restauration d'un site.

### Le désastre de l'Exxon Valdez
Le 23 mars 1989, le pétrolier Exxon Valdez s'échoue en quittant le port de Valdez. 40 000 tonnes de pétrole brut se déversent aux alentours, provoquant une des plus graves marées noires de l'Histoire. Une grande partie du littoral sud de l'Alaska est affectée. Les dommages à la faune sont considérables, incluant la mort 250 000 oiseaux et 2 800 loutres de mer. L'accident, dû à des erreurs humaines, est le déclencheur d'une série de changements dans les règlementations portant sur le transport du pétrole, qui conduiront notamment à la disparition des pétroliers à simple coque.

## Potentiel gazier
Le gaz associé de Prudhoe Bay n'a jamais été brûlé en torchère. Il a été réinjecté dans le gisement depuis le début de la production. La commercialisation du gaz était envisagée dès le début du projet, mais le coût en matière d'infrastructure apparut prohibitif. En outre, la réinjection du gaz est utile à la récupération du pétrole ; ainsi, commercialiser le gaz trop tôt dans la vie du gisement aurait réduit la quantité de pétrole extractible. En 1996, la quantité de gaz naturel potentiellement extractible du gisement était estimée à 600 milliards de mètres cubes, auxquels s'ajoutent 100 milliards de mètres cubes dans les autres gisements de pétrole de la région.  Un projet gazier dans la région impliquerait aussi le développement du Point Thomson, un gisement de gaz à condensats situé à 100 km à l'est de Prudhoe Bay. Il contient des réserves d'environ 225 milliards de mètres cubes. ExxonMobil l'exploite depuis 2016, mais uniquement pour les condensats, le gaz étant réinjecté. De façon plus prospective, l'exploitation des hydrates de méthane, ressource non conventionnelle, pourrait éventuellement y être associée. Des poches d'hydrates sont présentes dans la région sous la limite du pergélisol, elles représentent d'ailleurs parfois un risque lors des forages. La mise au point de techniques de production adaptée est encore un sujet de recherche et développement plutôt en amont.
Trois options ont été considérées pour la commercialisation du gaz : 
1. Un gazoduc à travers le Canada, reliant Prudhoe Bay au réseau de gaz nord-américain en Alberta. Plusieurs tracés ont été proposés, certains prévoyant de raccorder aussi le delta du Mackenzie, zone côtière canadienne où plusieurs gisements de gaz ont été découverts et restent inexploités. Le tracé le plus fréquemment évoqué longe le TAPS puis la route de l'Alaska.
2. Un gazoduc à travers l'Alaska, suivant plus ou moins le tracé du TAPS, et aboutissant sur un terminal terminal d'exportation de gaz naturel liquéfié, probablement à Valdez.
3. Une usine de carburant synthétique de type Gas-to-liquids, utilisant le procédé Fischer-Tropsch pour produire un carburant qui pourrait être mélangé au brut et expédié par le TAPS.

Ces projets gaziers constituent un sujet récurrent de la politique américaine (et canadienne dans le premier cas) depuis plusieurs décennies, le projet ayant été relancé plusieurs fois, sans jamais se concrétiser. Il était déjà proposé à la fin des années 1970. Un consortium a été créé entre ExxonMobil et Transcanada en 2007, il étudiait parallèlement les options 1 et 2. Le projet est abandonné en 2013. Une offre concurrente était soutenue par BP et Conocophilips, mais a été abandonnée elle aussi, en 2011.
En mars 2025, Donald Trump relance le projet Alaska LNG comprenant un gazoduc de 1 307 km reliant les champs pétrolifères de Prudhoe Bay et de Point Thomson au nord de l'Alaska à la ville de Nikiski sur la côte méridionale, et une usine de liquéfaction dans ce port, pour produire 20 Mt de GNL par an, soit le quart des exportations annuelles des États-Unis, qui serait transporté ensuite par des méthaniers vers l'Asie de l'Est. Le projet, évalué à 44 milliards de dollars, est jugé non rentable par la plupart des spécialistes et non compétitif par rapport aux cinq projets de terminaux LNG déjà en cours, qui devraient doubler les capacités d'exportation américaines d'ici 2028